# ناکاگوسوکو، اوکیناوا
ناکاگوسوکو، اوکیناوا (به لاتین: Nakagusuku, Okinawa) یک منطقهٔ مسکونی در ژاپن است که در استان اوکیناوا واقع شده‌است. ناکاگوسوکو  ۱۶٬۴۶۲ نفر جمعیت دارد.